# Trachea laurentii
Trachea laurentii là một loài bướm đêm trong họ Noctuidae.